# Heinrich August Gerlach
Heinrich August Gerlach (* im 18. Jahrhundert in Sachsen; † 10. Dezember 1759 in Hamburg) war ein deutscher Mediziner und Librettist.

## Leben
Heinrich August Gerlach studierte an der Universität Erfurt und wirkte nach seinen Promotionen in Philosophie und am 28. September 1741 in Medizin später als Arzt in Hamburg.
Gerlach ist Verfasser des Librettos Gottselige Gedanken Bey dem Kreuze Unsers Erlösers, das von Johann Adolph Scheibe 1742 aufgeführt wurde.
Am 10. November 1742 wurde er mit dem akademischen Beinamen Gesius II. zum Mitglied (Matrikel-Nr. 529) der Leopoldina gewählt.

## Schriften
- Dissertatio inauguralis medica de actione et reactione in corpore humano æquali conservanda. Hering, Erfurt 1741 (Digitalisat)
- De cura cancri in mamma exulcerati, possibili, exulante chirurgica operatione. König, Hamburg 1743 (Digitalisat)

## Werke
- Gottselige Gedanken Bey dem Kreuze Unsers Erlösers/ Ein Passions=Oratorium/ Poetisch entworfen Von Gerlach Doctor der Arzneykunst und der Kayserl. Academie der Naturae Curiosorum Mitgliede und auf Allergnädigsten Befehl In die Music gesetzt Und am stillen Freytage 1742 In der Schloßkirche auf Christiansburg Musicalisch aufgeführet Von Johann Adolph Scheibe Königlich Dänischen Capellmeister. Johann Georg Höpfner, Kopenhagen